# Pearls to Pigs, Vol. 2
Pearls to Pigs, Vol. 2 — пятый релиз группы Modwheelmood, вышел только в цифровом варианте 26 февраля 2008 года. Это второй альбом из серии Pearls To Pigs. Названия некоторых треков альбома ссылаются друг на друга: например, второй трек называется «Sunday Morning» («Воскресное утро»), а четвёртый — Domenica Pomeriggio, что в переводе с итальянского означает «Воскресный полдень».

## Список композиций
1. Crumble — 04:07
2. Sunday Morning — 03:30
3. If I Was You — 04:03
4. Domenica Pomeriggio — 01:08
5. Scene — 03:16